# Happy (canción de Lighthouse Family)
«Happy» es un sencillo del grupo Lighthouse Family publicado en 2002. La canción fue el tercer sencillo del álbum Whatever Gets You Through the Day. La canción fue producida por Kevin Bacon y Jonathan Quarmby. La pista alcanzó el top 50 de las listas del Reino Unido al igual que el 30 del World RnB Top y en el Singles Chart.

## Listado de pistas y formatos
| #               | Título                      | Duración |
| --------------- | --------------------------- | -------- |
| UK CD single #1 |                             |          |
| 1               | «Happy»                     | 4:35     |
| 2               | «Happy» (Rui Da Silva Mix)  | 7:07     |
| 3               | «Happy» (Ferry Corsten Mix) | 7:51     |

| #               | Título                               | Duración |
| --------------- | ------------------------------------ | -------- |
| UK CD single #2 |                                      |          |
| 1               | «Happy»                              | 4:35     |
| 2               | «Happy» (Rui Da Silva Mix)           | 7:07     |
| 3               | «Happy» (Manhattan Clique Vocal Mix) | 8:23     |
| 4               | «Happy» (Liquid People Club Mix)     | 7:23     |
| 5               | «Happy» (Ferry Corsten Mix)          | 7:51     |

## Posicionamiento
Tras el lanzamiento de Happy en el Reino Unido, alcanzó el puseto 51 en las listas británicas y permaneció durante una semana. En la lista del Top 30 del World RnB permaneció en el 26 durante tres semanas.
| Lista (2002)             | Puesto |
| ------------------------ | ------ |
| World RnB Top 30 Singles | 26     |
| UK Singles Chart         | 51     |